# Скунксова маймуна
Скунксовата маймуна или Смърдящата маймуна е човекоподобен криптид, за който се предполага, че обитава района на Оклахома, Северна Каролина и Арканзас в САЩ. Името му идва от силната „смрад“, която се носела от него. Първите писмени наблюдения на съществото датират от 1960.